# Marta Sánchez (Pianistin)

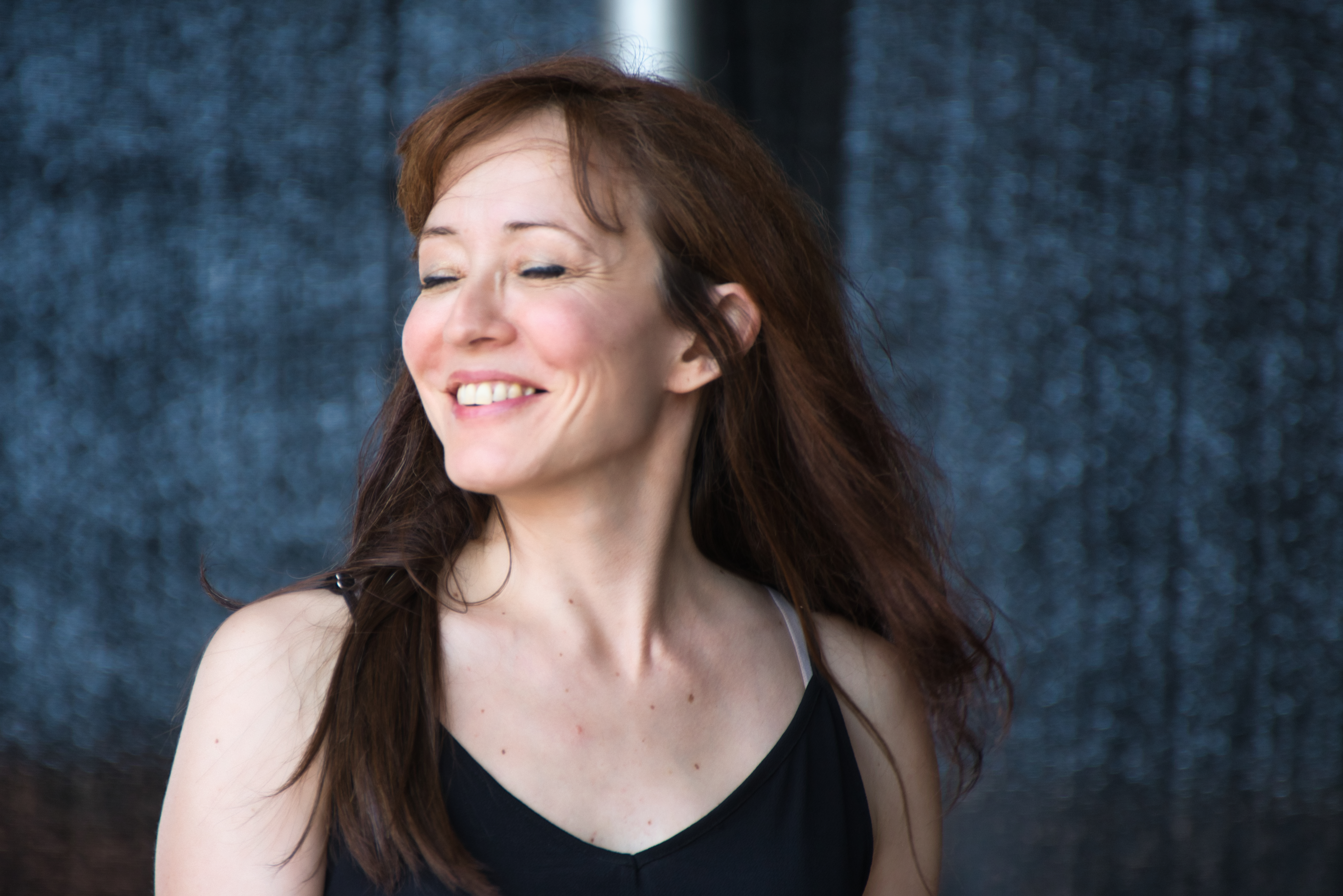
Marta Sánchez auf dem INNtöne Jazzfestival 2024

Marta Sánchez (* um 1980 in Madrid) ist eine spanische, in den Vereinigten Staaten lebende Jazzmusikerin (Piano, Komposition).

## Leben und Wirken
Sánchez begann nach Abschluss ihrer klassischen Ausbildung am Konservatorium ihre akademische Ausbildung in Jazz und zeitgenössischer Musik an der School of Music Populart, ausgestattet mit einem Stipendium des spanischen Musikerverbands A.I.E. Sie erhielt mit dem Javier Moreno Trio den ersten Preis beim Jazzargia International Jazz Contest und den ersten Preis beim San Martin de la Vega Jazz Contest mit dem Quartett von Natalia Calderón. 2005 gründete Sánchez ihre erste Gruppe als Bandleaderin, ein Trio mit dem Bassisten Carlos Barretto und dem Schlagzeuger Andrés Litwin; 2007 veröffentlichte sie mit dem Trio ihre Debütaufnahme Lunas, Soles y Elefantes auf dem Jazzlabel Errabal im Baskenland. Im folgenden Jahr gründete Sánchez ein Quartett, dem der Tenorsaxophonist Ariel Bringuez, der Bassist Reinier Elizarde und der Schlagzeuger Litwin angehörten. Mit diesem Ensemble nahm Sánchez ihr zweites Album La Espiral Amarilla auf, das ihre Eigenkompositionen enthielt und 2011 bei Errabal veröffentlicht wurde, im selben Jahr, in dem sie ein Fulbright-Stipendium erhielt, um an der New York University zu studieren, wo sie einen Master-Abschluss in Jazzpiano-Performance erwarb. 
Seit 2011 in New York City lebend, gründete Sánchez ein neues Quintett und komponierte eine Reihe von Material mit Blick auf ihre Bandkollegen, den Tenorsaxophonisten Jerome Sabbagh und den Altsaxophonisten Román Filiú; des Weiteren gehörten der Band der Kontrabassist Sam Anning und der Schlagzeuger Jason Burger an. 2014 entstand Sánchez’ drittes Album, Partenika, 2015 bei Fresh Sound New Talent  veröffentlicht. Das Quintett erfuhr einen Besetzungswechsel mit Rick Rosato am Bass und Daniel Dor am Schlagzeug für das Folgealbum Danza Imposible (Fresh Sound, 2017). Im selben Jahr bekam sie ein Stipendium für eine Residenz von der MacDowell Colony, wo sie Werke für präpariertes Klavier schrieb.
2022 legte Sánchez bei Whirlwind Recordings ihr von der Kritik gelobtes Album SAAM (Spanish American Art Museum) vor, das sie mit Alex Lore, Roman Filiu, Rashaan Carter und Allan Mednard eingespielt hatte. Marta Sánchez finde Schönheit im Verlust, notierte Giovanni Russonello in The New York Times; die Kompositionen für das Album schrieb Sánchez nach dem Tod ihrer Mutter im Jahr 2020.
Sánchez leitete auch ein Sextett mit der Sängerin/Gitarristin Camila Meza und der Saxophonistin Charlotte Greve, der Vibraphonistin Patricia Franceschy, dem Bassisten Or Bareket und dem Schlagzeuger Jeremy Noller. Im Laufe ihrer bisherigen Karriere arbeitete u. a. mit Chris Cheek, Sara Serpa, Ralph Alessi, Michael Formanek und Mark Ferber. Zusätzlich zu ihrer Arbeit als Bandleaderin tourte sie als Mitglied des Quartetts von Natalia Calderón; weitere Aufnahmen entstanden mit Doris Cales, John Blevins (Matterhorn, 2015), Indra Rios-Moore (Carry My Heart, 2018), der Afrodisian Big Band von Miguel Angel Blanco, dem Santiago de la Muela Jazz Orchestra und mit David Murray (Francesca, 2024).
Sánchez trat weltweit auf Festivals und Veranstaltungen wie dem North Sea Jazz Festival, dem Eurojazz in Mexiko-Stadt, Eurojazz in Athen und dem Madrid Jazz Festival auf. Sánchez hat auch Preise für das Komponieren von Soundtracks für Kurzfilme gewonnen, und ihre pädagogischen Aktivitäten umfassten das Unterrichten von Klavier an der New York University und in privater Praxis. Ferner leitete sie Meisterkurse in Costa Rica, Guatemala, Nicaragua und der Dominikanischen Republik.

## Diskographische Hinweise
- La Espiral Amarilla (Errabal, 2011)
- Partenika (Fresh Sound New Talent, 2015)
- Danza Imposible (Fresh Sound New Talent, 2017)
- El Rayo de Luz (Fresh Sound New Talent, 2019, mit Chris Cheek, Román Filiú, Rick Rosato, Daniel Dor)
- Marta Sanchez Trio: Perpetual Void (Intakt Records, 2024, mit Chris Tordini, Savannah Harris)